# Shadhiliyya
La Shadhiliyya (shazilia) es una tariqa sufí y sunita con diversas ramificaciones, muy presente en el norte de África y con miembros en todo el mundo, incluso en América, donde cuenta con seguidores en Argentina y Brasil.
Por su notoriedad en al-Ándalus, es actualmente de gran influencia en España.

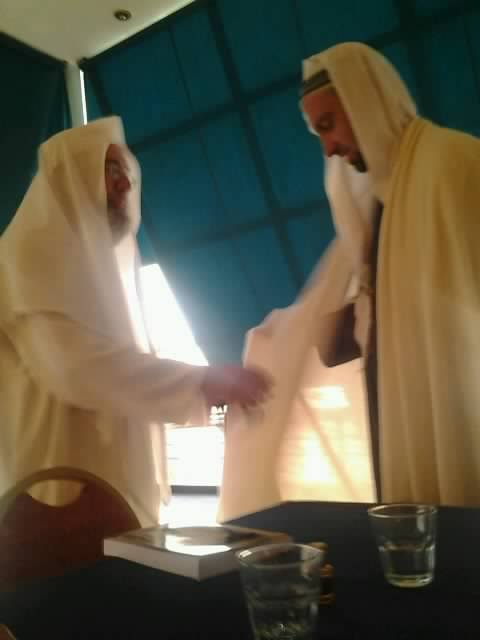
Sidi Said Abdú Rabihi y Yahia Al Andalusí.

## Características
La orden Sufí Shadzilí es una orden religiosa del Islam. Cuenta con adeptos tanto suníes como chiíes, siendo una de sus principales características la consideración de que las diferencias entre religiones, así como las intrarreligiosas, se deben solo a errores humanos.
Con sus diversas ramificaciones, como las turuk alawiyya y darqawiyyah, la orden Shadzilí tiene varios Sheikhs que lideran cada una de estas ramas y, por su amplísima difusión geográfica, varios sheikhs que ofician como moqadam, o guía de cada grupo. Es la tárika andalusí por excelencia, y actualmente en el valle de Ricote, Murcia, España, reside el Gran Sheikh Sidi Said Abdú Rabihi, cabeza espiritual de la orden en España, América y el Polo Norte. Se trata de una de las órdenes sufíes más difundidas, junto con la naqshbandi o la yerrahi.